# Žatika sporthall
Žatika sporthall (kroatiska: Športska dvorana Žatika) är en sporthall i Poreč i Kroatien. Den uppfördes i samband med världsmästerskapet i handboll för herrar 2009 och invigdes officiellt den 21 november 2008. Byggnaden är drygt 14 000 m2 stor och har 3 700 platser. Sporthallen stod värd under Europamästerskapet i handboll för damer 2014 och är en av spelarenorna under Europamästerskapet i handboll för herrar 2018.  

### Fotnoter
1. 1 2 3 4  Porec.hr - Staden Porečs officiella webbplats (kroatiska)
2. 1 2  To-porec.com Arkiverad 16 januari 2014 hämtat från the Wayback Machine. (engelska)
3. ↑  Porec.hr Arkiverad 16 januari 2014 hämtat från the Wayback Machine. - Staden Porečs sportförening (kroatiska)
4. ↑  To-porec.com Arkiverad 7 september 2013 hämtat från the Wayback Machine. (kroatiska)